# 김해여객터미널
김해여객터미널은 경상남도 김해시 전하로304번길 24 (외동 1264)에 위치한 버스터미널이다. 고속버스 전산망상의 터미널 번호는 735이다. 이 버스터미널은 외동에 위치하고 있었기 때문에 외동터미널이라고도 표현한다.

## 역사
본래 김해터미널은 김해시 부원동 606-3번지 일대에 있었으나 1998년 5월 16일에 김해보건소 건너편 간이시설물로 이전하여 17년간 운영해오다 2015년 2월 12일 현 위치로 이전 개장하였다. 현재의 터미널 건물은 이마트가 건립한 것으로, 2016년 6월 23일부터 신세계백화점과 이마트가 영업을 시작하였다.
- 2013년 7월 18일 : 광양행 시외버스 노선이 신설되었다.
- 2014년 12월 23일 : 용인행 고속버스 노선이 신설되었다.[3]
- 2015년 5월 12일 : 광주행 고속버스 노선이 창원 ~ 광주 시외버스 노선과 통합. 창원, 마산을 경유한다. 단, 예매할 때는 시외버스 전산망을 이용한다.
- 2015년 6월 19일 : 인천행 고속버스 노선이 신설되었다.[4]
- 2015년 10월 1일 : 남해행 시외버스 노선이 신설되었다.
- 2015년 10월 24일 : 고현행 시외버스 노선이 신설되었다.
- 2015년 10월 30일 : 진해행 시외버스 노선이 신설되었다.
- 2016년 6월 3일 : 제천 경유 원주행 시외버스 노선이 신설되었다.
- 2016년 7월 22일 : 사천, 용현 경유 삼천포행 시외버스 노선이 신설되었다.
- 2016년 12월 16일 : 인천행 고속버스 노선이 인천공항까지 연장운행한다.
- 2017년 1월 1일 : 상동 경유 구포시장행 시외버스 노선이 신설되었다.
- 2017년 4월 7일 : 함안행 시외버스 노선이 신설되었다.
- 2017년 8월 1일 : 김해장유(시외버스정류소) 경유 동서울행 시외버스 노선이 신설되었다.

## 운행 노선

### 고속버스
| 운행 노선       | 운행업체          | 운행구간 | 운행구간 | 운행구간     | 경유지                 | 배차 간격 (분) | 시간표                                      |
| --------------- | ----------------- | -------- | -------- | ------------ | ---------------------- | -------------- | ------------------------------------------- |
| 김해 ↔ 서울경부 | 고려여객 천일여객 | 김해     | ↔        | 서울경부     | 장유, 선산휴게소       | 40~50          | 첫차:06:00(김해 기준) 막차:01:00(김해 기준) |
| 김해 ↔ 광주     | 금호고속          | 김해     | ↔        | 광주         | 창원, 마산, 내서       | 5회            | 07:20, 11:20, 14:15, 16:20, 18:10           |
| 김해 ↔ 용인     | 천일고속 한일고속 | 김해     | ↔        | 용인         | 장유, 선산휴게소, 신갈 | 4회            | 08:10, 11:40, 14:50, 18:20                  |
| 김해 ↔ 인천공항 | 동양고속 삼화고속 | 김해     | ↔        | 인천국제공항 | 장유, 선산휴게소, 인천 | 6회            | 07:40, 10:30, 15:10, 18:20, 23:30, 00:30    |

### 시외버스
| 방면        | 행선지 |
| ----------- | --- |
| 수도권 방면 | 동서울, 성남, 수원, 안산, 오산 |
| 강원권 방면 | 원주 |
| 충청권 방면 | 대전, 제천 |
| 호남권 방면 | 광양, 군산, 동광양, 순천, 익산, 전주 |
| 영남권 방면 | 가술, 거창, 경마공원, 경주, 고령, 고성, 고현, 구미, 구포시장, 권빈, 남해, 덕산, 동래, 마산, 묘산, 밀양, 배둔, 벡스코, 부곡, 부산서부, 분기, 사천, 삼랑진, 삼천포, 생림, 서대구, 수산, 울산신복, 쌍림, 안동, 양산, 언양, 영산, 용원, 용현, 울산, 웅동, 임천, 장유, 주촌, 진교, 진영, 진주, 진해, 창녕, 창원, 창원역, 통영, 평촌, 포항, 함안 해운대, 현풍 |

## 승강장
승강장 번호는 북쪽에서 남쪽 방향으로 매겨져 있다.
- 1번 : 내서, 마산대, 함안
- 2번 : 서부산(사상), 용원, 웅동, 진해
- 3번 : 주촌, 장유, 남산, 창원, 현풍, 고령, 거창, 안동
- 4번 : 동래, 해운대
- 5번 : 진영, 덕산, 창원역, 마산 (완행)
- 6번 : 마산 (직행)
- 7번 : 배둔, 고성, 통영, 고현
- 8번 : 진주, 진교, 남해, 사천, 용현, 삼천포
- 9번 : 부곡, 영산, 창녕, 서대구, 생림, 삼랑진, 진영, 가술, 수산, 밀양
- 10번 : 양산, 울산
- 11번 : 언양, 경주, 포항
- 12번 : 전주, 익산, 군산, 광주, 광양, 순천, 동광양
- 13번 : 대전
- 14번 : 구미, 성남, 제천, 원주, 선산휴게소, 용인, 동서울
- 15번 : 오산, 수원, 안산
- 16번 : 선산휴게소, 인천, 인천공항
- 17번 : 선산휴게소, 서울
- 18~21번 : 하차장

## 특이 사항

### 부원동 새벽시장
김해시 부원동 606-3번지 일대에 있었던 구 터미널이 외동으로 이전하면서 기존 터미널 자리는 공터로 남아있게 되었다. 이 공터에 터미널 주변에 난전을 펼치던 상인들이 자리를 잡고 영업을 하기 시작해 꽤 규모가 커지자 이 토지의 소유주인 김해시의회 전 의장이었던 박용일씨가 상인들에게 저렴한 비용으로 임대해 시장이 들어서게 되었다. 이 시장을 '부원새벽시장'이라고 한다. 현재는 부원동 도시 개발사업으로 철거되고 금강병원 앞으로 이전하였다.